# نب وننف (كاهن آمون الأكبر)
نب وننف كان كاهن آمون الأكبر في بداية حكم رمسيس الثاني خلال الأسرة التاسعة عشرة. قبل ذلك، خدم نب وننف ككاهن أكبر لـأنحور وكاهن أكبر لـحتحور في عهد سيتي الأول وربما حتى في فترات سابقة.

## الألقاب
في قبره (TT157)، تم تسجيل عدد كبير من الألقاب التي حملها نب وننف:
- كاهن آمون الأكبر
- كاهن أنحور الأكبر
- كاهن حتحور الأكبر
- المشرف على خزانة الفضة والذهب المزدوجة (لآمون)
- المشرف على المخازن
- رئيس الأعمال ورئيس جميع الحرفيين في طيبة
- المشرف على خدم كل الآلهة، إلى الجنوب حتى حريحرآمون، وإلى شماله حتى ثينيس
- نبيل
- حاتي عا
- الأب المقدس
- رئيس الأسرار في السماء والأرض والعالم السفلي (؟)
- إري بعت
- رئيس المبصرين، نقي اليدين في طيبة
- المشرف على كهنة مصر العليا والسفلى
- رئيس الأسرار في أون الجنوبية (طيبة)[1]

## العائلة
كانت زوجة نب وننف تُدعى تاخعت، وقد حملت ألقاب رئيسة حريم آمون، لاعبة الصلاصل لموت، رئيسة حريم حتحور ومغنية إيزيس العظيمة. كان لنب وننف ابن يدعى سماتاوي (الثاني) وابنة تدعى حتحور. خلف سماتاوي (الثاني) والده ككاهن أكبر لحتحور. أما حتحور فقد حملت لقب رئيسة الحريم لحتحور، سيدة دندرة. وتم تصوير أخت نب وننف التي تُدعى إيريتنفرِت على جدران القبر.
وفقاً لنقش في قبره، كان نب وننف ابن كاهن حتحور الأكبر. تشير تمثال كاهن حتحور باسم بسا يعود إلى الأسرة الثانية والعشرين أو الثالثة والعشرين إلى نسب مفصل، حيث يدعي بسا أنه من نسل نب وننف المباشر.
النص يذكر أن نب وننف كان ابن الخادم المقدس الأول لحتحور، مشرف على الماشية، مشرف الحقول، مشرف المخازن، سماتاوي (الأول). ويمضي النص ليذكر أسلافًا آخرين حملوا لقب الخادم المقدس الأول لحتحور (كاهن حتحور الأكبر): سا-إن-حتحور (الثاني)، وأمنحتب، وسا-حتحور (الأول) و نفر. ويقدم النص أسماء سلسلة طويلة من كهنة حتحور الكبار المذكورين في قبره.

## الحياة
قبل تعيينه ككاهن آمون الأكبر، كان نب وننف كاهن حتحور الأكبر في معبد دندرة وكاهن أنحور الأكبر في ثينيس. بعد تعيينه ككاهن آمون الأكبر في السنة الأولى من حكم رمسيس الثاني، أصبح ابنه سماتاوي كاهن حتحور الأكبر. يبدو أن هذا المنصب كان دائماً في عائلته وفقًا لنقش: 
| نب وننف (كاهن آمون الأكبر) | نزلت في مقاطعة ثينيس، وتم تقديم كاهن آمون الأكبر المستقبلي، نب وننف، صادق الصوت أمام جلالة الملك. كان حينها كاهن أنحور الأكبر، وكاهن حتحور، سيدة دندرة، والمشرف على كهنة جميع الآلهة، جنوباً حتى حريحرآمون، وشمالاً حتى ثينيس. ثم قال جلالته له: أنت الآن كاهن آمون الأكبر! خزائنه ومخازنه تحت ختمك. أنت المدير التنفيذي لمعبده، وكل مؤسسة تابعة له تحت سلطتك. سيكون بيت حتحور، سيدة دندرة، الآن تحت سلطة ابنك باعتباره وريثًا شرعيًا لمناصب أسلافك، المنصب الذي شغلته حتى الآن. أقسم، كما أن رع يحيا لأجلي ويحبني، وكما أن والدي آمون يؤيدني، أني قدمت له البلاط بالكامل، والمدير التنفيذي للقوات. وقد تم تكرار (أمام)ه الكهنة والأعيان من داره، الذين كانوا في حضوره. لكنه لم يقتنع بأي منهم حتى ذكرت له اسمك. | نب وننف (كاهن آمون الأكبر) |

بعد الإعلان، منح الملك رمسيس الثاني نب وننف خاتمين ذهبيين وعصا المنصب من الذهب. وفي الحال تم ترقية نب وننف إلى كاهن آمون الأكبر، ومشرف على خزانة الفضة والذهب المزدوجة (لآمون)، والمشرف على المخازن، ورئيس الأعمال ورئيس جميع الحرفيين في طيبة. تم إرسال مبعوث ملكي لإعلان ترقية نب وننف في جميع أنحاء البلاد.

## القبر
دُفن نب وننف في المقبرة الطيبية TT157 التي تقع في ذراع أبو النجا، جزء من مقبرة طيبة، على الضفة الغربية لـنهر النيل، مقابل الأقصر.
تم تصوير نب وننف في قبره وهو يتبعه حامل المروحة أثناء ظهوره أمام رمسيس الثاني والملكة نفرتاري في نافذة القصر، حيث تم تعيينه ككاهن آمون الأكبر (السنة الأولى من حكم رمسيس الثاني).
تم تصوير زوجة نب وننف، التي تُدعى تاخعت، في القبر. حملت الألقاب التالية: رئيسة الحريم لآمون، لاعبة السيستروم لموت (إلهة)، رئيسة الحريم لحتحور ومغنية إيزيس العظيمة. كان له ابن يدعى سماتوي (الثاني) وابنة تدعى حتحور. خلف سماتوي والده ككاهن حتحور الأكبر، بينما حملت حتحور لقب رئيسة الحريم لحتحور، سيدة دندرة. كما تم تصوير أخت نب وننف، إيريتنفرِت، في القبر.
في القرن التاسع عشر، تم تسجيل القبر من قبل لبسيوس (LD Text iii, p 239).
تم التنقيب عن المقبرة منذ عام 1970 من قبل فريق من جامعة بنسلفانيا تحت قيادة الدكتور لاني بيل. ومنذ عام 2002، انضمت جامعتا هايدلبرغ ولايبزيغ إلى العمل على مقبرة نب وننف.

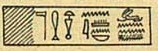
لقب واسم نب وننف، بواسطة ليبشيوس.

## معبد جنائزي
كان نب وننف أيضًا مالكًا لمعبد جنائزي في طيبة. نب وننف هو واحد من مجموعة مختارة من العامة الذين سُمح لهم ببناء معبد هناك. يمكن العثور على خطة المعبد، بالإضافة إلى بعض الصور للستيلات والرواسب الأساسية، على موقع "ديجيتال إيجيبت" (جامعة كوليدج لندن).